# Liste der diplomatischen und konsularischen Vertretungen in Österreich

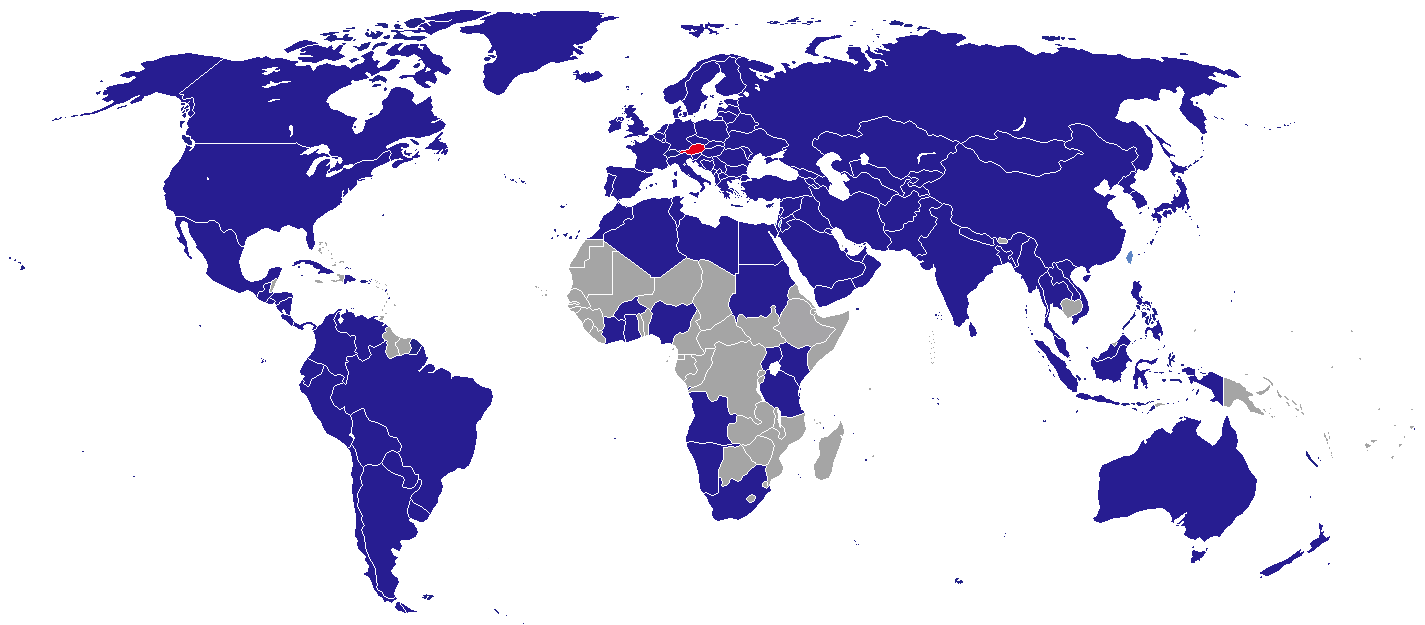
Staaten mit einer diplomatischen Vertretung in Österreich

Die Liste der diplomatischen und konsularischen Vertretungen in Österreich beinhaltet die diplomatischen Auslandsvertretungen in Österreich.
In der österreichischen Hauptstadt Wien befinden sich alle 114 Botschaften. Einige Länder sind zusätzlich durch Generalkonsulate vertreten, Honorarkonsulate werden allenfalls erwähnt. Mehrere andere Länder haben akkreditierte Botschafter für Österreich, die an Botschaften in anderen Ländern amtieren. Mit angeführt werden auch Vertretungsbüros.
Gelistet sind auch alle akkreditierten Ständigen Vertretungen an den Internationalen Organisationen in Wien (Vienna International Center), die Botschafter an den anderen Organisationen amtieren dann meist an einer dieser Botschaften (in oder außerhalb Österreichs). Zusätzlich angeführt sind auch akkreditierte Repräsentanzen internationaler Organisationen für Österreich.

## Listen
GK … Generalkonsulat, HK … Honorarkonsulat, HGK … Honorargeneralkonsulat
(In Klammer geführt sind weitere Amtsbereiche derjenigen Botschaft)
Stand: Januar 2012
Zur Aufstellung nach Kontinent siehe am Ende des Artikels in den Navigationsleisten

### Botschaften
- Botschaft der islamischen Republik von Afghanistan;  Int.Org.; (Botschaft für Slowenien auch in Wien)
- Botschaft der Arabischen Republik Ägypten;  Int.Org.
- Botschaft der Republik Albanien;  Int.Org.
- Botschaft der Demokratischen Volksrepublik Algerien ( Slowakei);  Int.Org.
- Botschaft des Fürstentums Andorra;  Int.Org.
- Botschaft der Republik Angola;  Int.Org.
- Botschaft der Argentinischen Republik ( Slowenien,  Slowakei);  Int.Org.
- Botschaft der Republik Armenien;  Int.Org.
- Botschaft der Republik Aserbaidschan; ( Slowenien,  Slowakei);  Int.Org.
- Botschaft von Australien;  Int.Org.
- Botschaft der Volksrepublik Bangladesch in Wien;  Int.Org./ CTBTO in Genf
- Botschaft der Republik Belarus;  Int.Org.
- Botschaft des Königreichs Belgien ( Bosnien und Herzegowina);  Int.Org.
- Botschaft von Belize ( Slowenien,  Kroatien);  UNIDO
- Botschaft des Plurinationalen Staates Bolivien ( Ungarn,  Slowenien,  Slowakei,  Tschechien);  Int.Org.
- Botschaft von Bosnien und Herzegowina;  Int.Org.
- Botschaft der Föderativen Republik Brasilien;  Int.Org.,  IAEO/ CTBTO
- Botschaft der Republik Bulgarien;  Int.Org.
- Botschaft von Burkina Faso;  Int.Org.
- Botschaft der Republik Chile;  Int.Org.
- Botschaft der Volksrepublik China;  UNO/ CTBTO,  IAEO,  UNIDO
- Botschaft der Republik Côte d’Ivoire;  Int.Org.,  IAEO,  UNIDO
- Botschaft der Republik Costa Rica;  Int.Org.
- Botschaft des Königreiches Dänemark;  Int.Org.,  IAEO/ CTBTO
- Botschaft der Bundesrepublik Deutschland;  Int.Org.
- Botschaft der Dominikanischen Republik;  Int.Org.
- Botschaft der Republik Ecuador ( Slowakei);  Int.Org.
- Botschaft der Republik El Salvador;  Int.Org.
- Botschaft der Republik Estland;  Int.Org.
- Botschaft der Republik Finnland;  Int.Org.
- Botschaft der Französischen Republik;  Int.Org.
- Botschaft von Georgien ( Ungarn);  Int.Org.
- Botschaft der Hellenischen Republik;  Int.Org.
- Botschaft der Republik Guatemala ( Ungarn,  Slowenien,  Tschechien,  Rumänien);  Int.Org.
- Apostolische Nuntiatur (Heiliger Stuhl);  Int.Org.
- Botschaft der Republik Indien ( Montenegro);[1]  Int.Org.
- Botschaft der Republik Indonesien ( Slowenien);  Int.Org.
- Botschaft der Republik Irak;  Int.Org.
- Botschaft der Islamischen Republik Iran;  UNO/ua.Int.Org.,  IAEO
- Botschaft von Irland;  Int.Org.
- Botschaft des Staates Israel; Botschaft für Slowenien ebenda;  Int.Org.
- Botschaft der Italienischen Republik;  Int.Org.
- Japanische Botschaft ( Nordmazedonien,  Kosovo);  Int.Org.
- Botschaft der Republik Jemen;  Int.Org.
- Botschaft des Haschemitischen Königreiches Jordanien ( Slowenien,  Slowakei,  Tschechien,  Ungarn);  Int.Org.
- Kanadische Botschaft;  Int.Org.
- Botschaft der Republik Kasachstan;  Int.Org.
- Botschaft des Staates Katar;  Int.Org.
- Botschaft der Republik Kenia;  Int.Org.
- Botschaft der Kirgisischen Republik; Botschaft für Slowenien ebenda;  Int.Org.
- Botschaft der Republik Kolumbien ( Ungarn,  Slowenien,  Serbien und  Montenegro,  Tschechien,  Slowakei,  Kroatien,  Türkei);  Int.Org.
- Botschaft der Demokratischen Volksrepublik Korea;  Int.Org.
- Botschaft der Republik Korea ( Slowenien);  Int.Org.
- Botschaft der Republik Kosovo
- Botschaft der Republik Kroatien;  Int.Org.
- Botschaft der Republik Kuba ( Kroatien,  Slowenien);  Int.Org.
- Botschaft des Staates Kuwait;  Int.Org.
- Botschaft der Demokratischen Volksrepublik Laos; Botschaft für Slowenien ebenda;  Int.Org.
- Botschaft der Republik Lettland ( Liechtenstein,  Slowakei,  Slowenien,  Schweiz,  Ungarn);  Int.Org.
- Botschaft der Libanesischen Republik; Botschaft für Slowenien ebenda;  Int.Org.
- Libysche Botschaft ( Tschechien,  Ungarn);  Int.Org.
- Botschaft des Fürstentums Liechtenstein ( Tschechien);  UNO/ IAEO
- Botschaft der Republik Litauen ( Liechtenstein,  Kroatien,  Slowakei);  Int.Org.
- Botschaft des Großherzogtums Luxemburg ( Slowenien,  Türkei);  Int.Org.
- Botschaft von Malaysia;  Int.Org.
- Botschaft der Republik Malta;  Int.Org.
- Botschaft des Souveränen Malteser Ritterordens;  UNO,  UNIDO
- Botschaft des Königreiches Marokko( Slowenien,  Slowakei);  Int.Org.
- Botschaft der Republik Mazedonien ( Slowenien,  Tschechien,  Japan);  Int.Org.
- Botschaft der Vereinigten Mexikanischen Staaten; ( Slowenien,  Slowakei);  Int.Org.
- Botschaft der Republik Moldau;  Int.Org.
- Botschaft der Mongolei; Botschaft für Italien;  Int.Org.; FAO ebenda;[2] Botschaft für Slowenien auch in Wien
- Botschaft von Montenegro;  Int.Org.,  UNIDO,  IAEO
- Botschaft des Sultanats Oman mit  Vertretung des Staates Katar ( Ungarn,  Kroatien,  Bulgarien,  Tschechien,  Slowenien,  Slowakei);  Int.Org.,  IAEO
- Botschaft der Republik Namibia;  Int.Org.
- Botschaft von Neuseeland (mit  Cookinseln);  Int.Org.
- Botschaft der Republik Nicaragua;  Int.Org.
- Königlich Niederländische Botschaft;  Int.Org.
- Botschaft der Bundesrepublik Nigeria;  Int.Org.
- Botschaft des Königreiches Norwegen ( Slowakei);  Int.Org.
- Republik Österreich:  Int.Org.[3]
- Botschaft der Islamischen Republik Pakistan ( Slowakei);  Int.Org.
- Botschaft der Republik Panama;  Int.Org.
- Botschaft der Republik Paraguay;  Int.Org.
- Botschaft der Republik Peru; ( Slowakei,  Slowenien,  Ungarn,  Kroatien,  Bosnien und Herzegowina);  Int.Org.
- Botschaft der Republik der Philippinen;  Int.Org.
- Botschaft der Republik Polen; ( Slowakei,  Slowenien,  Kroatien),  Int.Org.
- Botschaft der Portugiesischen Republik;  Int.Org.
- Botschaft von Rumänien;  Int.Org.
- Botschaft der Russischen Föderation;  Int.Org.
- Botschaft der Republik San Marino;  UNO
- Botschaft des Königreichs Saudi-Arabien;  Int.Org.
- Botschaft von Schweden; ( Slowakei,  Slowenien),  Int.Org.
- Schweizerische Botschaft ( Slowakei,  Slowenien);  Int.Org.
- Botschaft der Republik Serbien;  Int.Org.
- Botschaft der Slowakischen Republik;  UNO/ Int.Org.
- Botschaft der Republik Slowenien;  Int.Org.
- Botschaft des Königreiches Spanien;  Int.Org.
- Botschaft der Demokratischen Sozialistischen Republik Sri Lanka;  Int.Org.
- Botschaft der Republik Südafrika;  Int.Org.
- Botschaft der Republik Sudan;  Int.Org.
- Botschaft der Arabischen Republik Syrien;  Int.Org.
- Botschaft der Republik Tadschikistan;  Int.Org.
- Botschaft des Königreiches Thailand ( Slowakei,  Slowenien);  Int.Org.
- Botschaft der Tschechischen Republik;  Int.Org.
- Botschaft der Tunesischen Republik ( Kroatien,  Slowakei,  Slowenien);  Int.Org.
- Botschaft der Republik Türkei;  Int.Org.
- Botschaft von Turkmenistan;  Int.Org.
- Botschaft der Ukraine;  Int.Org.
- Botschaft von Ungarn;  Int.Org.
- Botschaft der Republik Östlich des Uruguay ( Slowakei,  Slowenien,  Ungarn);  Int.Org.
- Botschaft der Republik Usbekistan ( Bosnien und Herzegowina,  Kroatien,  Nordmazedonien,  Serbien und  Montenegro,  Tschechien,  Slowakei,  Slowenien,  Ungarn);  Int.Org.
- Botschaft der Bolivarischen Republik Venezuela ( Kroatien,  Slowakei,  Slowenien);  Int.Org.
- Botschaft der Vereinigten Arabischen Emirate ( Ungarn,  Slowakei,  Tschechien);  Int.Org.
- Botschaft des Königreiches Großbritannien und Nordirland (Vereinigtes Königreich Großbritannien und Nordirland);  Int.Org.
- Botschaft der Vereinigten Staaten von Amerika;  Int.Org.
- Botschaft der Sozialistischen Republik Vietnam ( Slowakei,  Slowenien);  Int.Org.
- Botschaft der Republik Zypern ( Kroatien,  Liechtenstein);  Int.Org.

### Akkreditierte Botschaften im Ausland
Bei den Vertretungen für Österreich, die im Ausland ansässig sind, gibt es solche, bei denen der Botschafter für mehrere Länder gleichzeitig zuständig ist, oder eigene Vertreter für Österreich, die an der Auslandsbotschaft amtieren.
- Botschaft der Demokratischen Bundesrepublik Äthiopien in Genf CH ( Schweiz), HK Wien;  Int.Org. in Genf
- Botschaft des Königreiches Bahrain in Genf-Chambésy CH;  Int.Org. in Chambésy
- Botschaft von Barbados in Brüssel BE;  UNIDO in Brüssel
- Botschaft der Republik Benin in Genf CH (ebenda auch Botschaft für die Schweiz und Intl.Org Genf, für Bulgarien, Kroatien, Ungarn, Slowenien und  Int.Org. in Wien)[4]
- Botschaft des Königreiches Bhutan in Genf CH;  UNIDO in Genf
- Botschaft der Republik Botswana in Genf CH;  IAEO in Genf
- Botschaft von Brunei Darussalam in Berlin DE ( Deutschland)
- Botschaft der Republik Burundi in Berlin DE;  UNO in Berlin
- Botschaft des Staates Eritrea in Berlin DE;  Int.Org. in Berlin
- Botschaft des Königreiches Eswatini in Genf CH; HK Wien;  Int.Org. in Genf-Chambésy
- Botschaft der Gabunischen Republik in Berlin DE ( Deutschland);  Int.Org. in Genf
- Botschaft der Republik Gambia in London GB;  CTBTO,  UNIDO in Wien
- Botschaft der Republik Ghana in Bern CH;  Int.Org. in Genf
- Botschaft von Grenada in Brüssel BE
- Botschaft der Republik Guinea in Berlin DE;  Int.Org. in Berlin
- Botschaft der Republik Guinea-Bissau in Brüssel BE
- Botschaft der Kooperativen Republik Guyana in Brüssel BE
- Botschaft der Republik Haiti in Genf CH;  Int.Org. in Genf
- Botschaft der Republik Honduras in Berlin DE;  Int.Org. in Grand Saconnex CH
- Botschaft von Island in Reykjavik;
- Botschaft von Jamaika in Genf CH;  Int.Org. in Genf
- Botschaft des Königreichs Kambodscha in Brüssel BE
- Botschaft der Republik Kamerun in Berlin DE;  Int.Org. in Bonn
- Botschaft der Republik Kap Verde in Genf CH;  Int.Org. in Genf
- Botschaft der Republik Kongo in Berlin DE;  Int.Org. in Berlin,  IAEO in Genf
- Botschaft des Königreiches Lesotho in Berlin DE;  Int.Org.,  IAEO in Berlin,  CTBTO in New York
- Botschaft der Republik Liberia in Berlin DE ( Deutschland);  Int.Org. in Berlin
- Botschaft der Republik Madagaskar in Falkensee DE;  Int.Org. in Genf
- Botschaft der Republik Malawi in Berlin DE
- Botschaft der Republik Mali in Berlin DE;  Int.Org. in Genf
- Botschaft der Islamischen Republik Mauretanien in Genf CH ( Deutschland,  Dänemark,  Finnland,  Norwegen,  Schweden);  Int.Org. in Genf
- Botschaft der Republik Mauritius in Berlin DE;  Int.Org. in Genf
- Botschaft des Fürstentum Monaco in Berlin DE; ( Deutschland);  IAEO in Monte Carlo,  CTBTO in New York
- Botschaft der Republik Mosambik in Berlin DE;  UNIDO/ IAEO in Genf
- Botschaft der Union Myanmar in Berlin-Dahlem DE;  Int.Org. in Berlin-Dahlem ( Deutschland,  Tschechien), HK Wien;  UNIDO/ CTBTO in Genf
- Botschaft der demokratischen Republik Osttimor in Brüssel BE;
- Botschaft der demokratischen Bundesrepublik Nepal in Berlin-Charlottenburg DE, HK Wien;  UNIDO in Genf
- Botschaft der Republik Niger in Brüssel BE;  Int.Org. in Le Lignon, Genf; Büro in Wien
- Botschaft der Republik Ruanda in Berlin DE;  Int.Org. in Berlin
- Botschaft der Republik Sambia in Berlin DE;  Int.Org. in Le Petit Saconnex, Genf
- Botschaft der Republik Senegal in Berlin DE;  Int.Org. in Berlin
- Botschaft der Republik Sierra Leone in Berlin DE ( Deutschland,  Schweiz,  Italien); HK Wien;  Int.Org. in Berlin
- Botschaft der Republik Singapur in Singapur SG;[5] HGK Wien;  IAEO,  CTBTO in Genf
- Botschaft von Sankt Vincent und die Grenadinen in London GB; HK Wien
- Botschaft der Vereinigten Republik Tansania in Berlin DE;  Int.Org. in Genf
- Botschaft der Republik Togo in Berlin-Pankow DE;  UNIDO in Berlin
- Botschaft der Republik Trinidad und Tobago in Genf CH;  Int.Org. in Genf
- Botschaft der Republik Tschad in Berlin DE ( Deutschland)
- Botschaft der Republik Uganda in Berlin DE ( Deutschland);  Int.Org. in Berlin

### Vertretungsbüros mit Botschafter
- Vertretung von Palästina (Generaldelegation Gebiete der Palästinensischen Behörde); Stg. Beobachtungsmission  Int.Org.

### Generalkonsulate
| Bregenz - Türkei Innsbruck - Ungarn Klagenfurt - Slowenien | Salzburg - Russland - Serbien - Türkei Wien - Türkei |

### Nur konsularisch vertretene Staaten
- Malediven,  Samoa,  São Tomé und Príncipe,  Seychellen (Stg. Vertretung  IAEO in Wien)

### Länder ohne Vertretung, mit Repräsentanzbüro
- Taiwan (chin. Taipeh) Taipei Wirtschafts- und Kulturbüro in Wien[8] ( Slowenien)

### Staaten ohne Vertretung
- Antigua und Barbuda,  Äquatorialguinea,  Bahamas,  Dominica,  Dschibuti,  Fidschi,  Kiribati,  Komoren,  Demokratische Republik Kongo,  Marshallinseln,  Föderierte Staaten von Mikronesien,  Nauru,  Palau,  Papua-Neuguinea,  St. Kitts und Nevis,  St. Lucia,  Südsudan,  Salomonen,  Somalia ( Int.Org. in Genf),  Suriname,  Tonga,  Tuvalu,  Vanuatu,  Zentralafrikanische Republik ( IAEO in Genf)

### Vertretungen Internationaler Organisationen
Wien
- Europäische Kommission – Vertretung in Österreich
- Europäisches Parlament – Informationsbüro für Österreich
- Amt des Vertreters in Österreich des Hochkommissärs der Vereinten Nationen für Flüchtlinge
- Verbindungsbüro der Liga der arabischen Staaten
- Internationale Organisation für Migration – Verbindungsbüro für Österreich (IOM;  Slowakei,  Tschechien,  Polen,  Bulgarien,  Rumänien)
- Österreichisch-französisches Zentrum für Annäherung in Europa (ÖFZ)[10]

Die in der UNO-City in Wien angesiedelten Institutionen (UNO, CTBTO, IAEO, OSZE, UNIDO) sind keine Vertretungen in Österreich, sondern deren Sitz, Österreich als Gastland ist bei diesen diplomatisch ständig vertreten.